# El Diaconil
El Diaconil és una casa de la Cellera de Ter (Selva) inclosa a l'Inventari del Patrimoni Arquitectònic de Catalunya.

## Descripció
Edifici de dues plantes, cobert amb una terrassa plana, que fa cantonada amb el Carrer de Figaric.
L'edifici original era unitari, però actualment són dos habitatges d'estructura simètrica que conserven de la construcció antiga només dues finestres amb llurs emmarcaments al primer pis.
A la planta baixa hi ha dos obertures simètriques, amb porta i finestra juntes, a mode d'aparador.
El primer pis consta de dos balcons i dues finestres. Els balcons són decorats amb una barana de rajoles petites en forma de teula àrab en línies superposades. Les finestres, aprofitades de l'antic edifici, són emmarcades de pedra sorrenca. Una és de permòdols i l'altra té una llinda conopial amb una lleugera arquació al bloc central de la llinda. Les dues tenen l'ampit profusament decorat, encara que destaca per la seva originalitat i treball el de la finestra dreta, format per un fris de traceria gòtica de cinc mòduls i mig de cercles quadrilobulats. Aquesta mateixa finestra té, a la línia de les impostes una decoració de tipus floral gòtic.
La terrassa està sostinguda per una cornisa de doble motllura horitzontal de ciment i té una barana de factura similar a les baranes dels balcons del primer pis. Aquesta decoració està puntuada amb cinc pilars de rajol de la mateixa altura que la barana.

## Història
Edifici originari del segle xvi com a antiga residència del Diaca.
Fou transformat a l'actual fisonomia durant la dècada de 1950 i adaptat a dos habitatges diferenciats conservant les dues obertures antigues.
A la llinda de la finestra de la dreta, la del número 10, hi ha gravades unes lletres de díficil interpretació que podrien incloure la paraula “Iesus” abreviada. A la llinda de la finestra de l'esquerra, la del número 9, hi ha, en baix relleu, dos personatges nus i vestits de mig cos per avall amb una mena de faldons o vestit llarg que sostenen un escut que podria ser el de La Cellera de Ter, encara que el fet que s'hi distingeixin el que semblen flors de lis ho desmentiria. Per tant, semblaria més aviat algun escut familiar.